# Lubrifiant (mécanique)
Pour les articles homonymes, voir Lubrifiant.

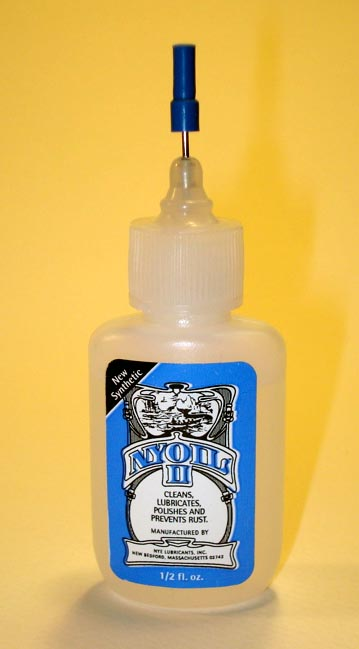
Burette à lubrifiant synthétique.

En mécanique, les lubrifiants ont notamment pour rôle de lubrifier, réfrigérer ou les deux à la fois ; pour réduire le frottement d'une pièce par rapport à une autre ou pour l'usinage mécanique.

## Typologie
Les trois principales familles de lubrifiants sont :
- les lubrifiants solides :
  - graphite, disulfure de molybdène, biséléniures, cires ;
  - polymères : fluoropolymères, polyamides ;
- les lubrifiants liquides :
  - huiles de lubrification : voir paragraphe ci-dessous : « Fluides lubrifiants » ;
  - polyglycols à faible masse moléculaire : polyéthers glycols (comme le polyéthylène glycol (PEG)), polyesters glycols ;
  - silicones ;
- les lubrifiants pâteux :
  - graisses de lubrification : graisses à base d'huile de pétrole, lanoline, suif, brais ;
  - polyglycols à masse moléculaire moyenne : polyéthers glycols (comme le polyéthylène glycol), polyesters glycols ;
  - silicones (graisse de silicone).

## Additifs
Les lubrifiants d'éléments mécaniques sont presque tous améliorés par des additifs. Ces additifs qui rentrent en plus ou moins petite proportion dans les lubrifiants apportent des propriétés que ne possédent pas, par nature, les huiles de bases vierges. Ils sont souvent nommés par la propriété qu'ils conférent :
- anti-oxydation ;
- anti-corrosion (effet obtenu par dépôt d'une fine couche dure et protectrice produire par des éléments adsorbés sur le métal à protéger) ;
- émulsifiant ;
- détergent ;
- anti-mousse ;
- anti-usure et extreme pression.

## Histoire
Jusqu'à la révolution industrielle, les premiers lubrifiants mécaniques étaient des huiles végétales, ou des graisses animales (suif déposés sur les lieux de frottements de cordages, les axes de poulies ou d'engrenages (dans les rouages de moulins à vent et à eau dans la marine).
Les rouages et essieux des anciennes automobiles étaient lubrifiés avec une graisse à base de résine de bois, produite par « décomposition par les alcalis de l'huile pyrogénée de résine ». Cette graisse faisait au milieu du XIXe siècle l'objet d'un commerce considérable.
L'huile de pied de bœuf est le lubrifiant traditionnel utilisé en horlogerie au XXe siècle ; elle est appliquée aux différents points des mouvements d'horlogerie à l'aide d'un pique-huile.
Au début du XXIe siècle, Certains imaginent que les lubrifiants du futur pourraient être des liquides ioniques,,,, dont dans le domaine des nanotechnologies, mais ces produits sont souvent intrinsèquement toxiques et polluants, et leurs produits de dégradation peuvent l'être plus encore.
Alors que les lubrifiants sont considérés comme une source significative de pollution de l'eau, des sols et sédiments, on cherche à produire des lubrifiants alternatifs « verts » (biolubrifiants, non toxiques, biosourcés et biodégradables),,, dont en se basant sur une analyse du cycle de vie et l'empreinte carbone.

## Fabricants
Historiquement, les premiers grands fabricants de lubrifiants mécaniques sont issus de la pétrochimie ou plus généralement de la carbochimie. Au début des années 2000, ce sont notamment :
- Castrol (BP) ;
- CEPSA Lubricantes ;
- Chevron ;
- Eni ;
- ExxonMobil ;
- Fuchs ;
- Galp ;
- Igol[14] ;
- Klüber[15]
- Kuwait Petroleum ;
- Lotos Oil ;
- Lubrizol ;
- Lukoil ;
- Neste Oil ;
- Orlen Oil ;
- Petronas ;
- Repsol ;
- Shell ;
- SK Lubricants ;
- Statoil Lubricants ;
- Total ;
- UEIL (Union Indépendante de l'Industrie Européenne des Lubrifiants) ;
- Valvoline ;
- XADO

Depuis peu, les bioraffineries, plus proches des filières agroalimentaires et agrochimiques, proposent des lubrifiants verts, biodégradables, qui pourraient peu à peu prendre le relais d'un nombre croissant de lubrifiants pétroliers, dans le cadre de la décarbonisation de l'économie, afin de diminuer la participation de l'industrie au réchauffement climatique via ses émissions de gaz à effet de serre.

## Fluides réfrigérants
Utilisés exclusivement pour l'évacuation des calories :
- l'air soufflé est le plus simple des réfrigérants, utilisé pour certains meulages ;
- l'eau, employée pour l'affûtage à la meule, plus rarement sur les machines-outils pour des raisons d'oxydation, mais peut être additionnée de 2 à 3 % de soude pour pallier ce problème (voir chapitre : « Les résines ») ;
- le liquide de coupe.

## Fluides lubrifiants
Ce sont pour l'essentiel des huiles :
- Huile animale  : comme le suif qui est un produit résiduel obtenu par la fonte de la graisse de mouton ou de bœuf.
- Huile végétale  : utilisée quelquefois comme huile de coupe (colza, lin), mais devient rance à l'usage. En France en forêt, dans les zones naturelles sensibles, les intervenants doivent respecter la réglementation prise en application de l'article 44 de la Loi d'orientation agricole du 5 janvier 2006 et utiliser un biolubrifiant (lubrifiant biodégradable ou répondant à l'écolabel européen pour les scies à chaîne, y compris pour les têtes d'abatteuses.
- Huile minérale  : plus stable et qui ne s'oxyde pas à l'air, son pouvoir mouillant et lubrifiant est amélioré par l'incorporation d'une petite quantité de soufre (1 à 3 %) ou de graphite.
- Huile de synthèse : correspond à la qualité maximale pour la lubrification des moteurs.
- Huile de coupe : elle doit posséder à la fois un pouvoir mouillant élevé et un pouvoir lubrifiant qui assure, malgré des pressions importantes, l'existence d'une pellicule d'huile entre le copeau et la surface d'attaque de l'outil (filmo-résistance de l'huile).
- Pétrole lampant : permet l'usinage aisé de certaines matières comme l'aluminium qui auraient tendance à coller sur la face d'attaque de l'outil.
- Eau savonneuse : utilisée pour lubrifier des chaines de distribution à basse vitesse, dans certains types d'entrepôts.

Depuis quelques années[Quand ?] apparaissent des lubrifiants d'une nouvelle génération à base de nanoparticules, et augmentant sensiblement les performances, pouvant aller jusqu'à une diminution de 20 % du coefficient de frottement, et une diminution de 55 % de l'usure des pièces. Et la recherche n'est pas terminée[Qui ?], laissant présager une nette amélioration de la longévité des pièces d'usure, et un meilleur rendement des moteurs.

## Lubrifiants de coupe - Conséquences dues à l'usinage
Le travail de coupe provoque un fort dégagement de chaleur qui a pour causes :
- l'effort de rupture du métal ;
- le frottement du copeau sur la face d'attaque de l'outil.

Ces effets dus à l'échauffement provoquent la destruction de l'arête de coupe par dépassement de la température limite jusqu'à laquelle l'outil conserve sa dureté, ainsi que la déformation de la pièce par suite de dilatation. Cette dilatation entraîne :
- des erreurs de lecture de cotation ; la température des instruments de mesure (pied à coulisse, palmer, calibre) étant à une température inférieure à celle de la pièce ;
- un allongement de la pièce qui peut être néfaste à son maintien sur la machine ;
- un mauvais état de surface.

## Lubrifiants
- Le suif, en petite quantité sur les outils (taraud, filière…).
- Les huiles de coupe, à la fois réfrigérantes et lubrifiantes (huile végétale, animale ou minérale).

### Fluides réfrigérants
- L'air soufflé.
- L'eau sur certaines meules d'affûtage. Pour la rectification des pièces, les risques d'oxydation sont diminués par une dissolution dans l'eau d'une faible quantité d'autres produits (carbonate de soude, de potasse, savon, huile de colza, etc.), selon le type de meule et le type de matière à usiner.

### Fluides réfrigérants et lubrifiants
On peut limiter ces effets par un refroidissement constant et énergique de la zone de coupe, pour cela on utilise plus généralement un fluide appelé Eau de savon ; de couleur blanche, ce fluide est réalisé en mélangeant à l’eau, qui sert de réfrigérant, 5 à 10 % d’huile soluble qui sert de lubrifiant. Cette huile soluble est un mélange d'huile minérale, d'un agent d'émulsion qui assure la stabilité huile-eau, et un agent désinfectant (phénol) pour protéger l'ouvrier des allergies à l'huile (boutons). L'emploi de l'huile soluble est suffisant lorsque la pression copeau-outil n'est pas trop forte (tournage, fraisage, sciage, perçage).

### Influences
- Sur la vitesse de coupe, qui sera supérieure de 1,5 à 2 fois à la vitesse de coupe à sec.
- Sur la pression de coupe, le copeau glisse mieux sur la surface d'attaque de l'outil.
- Sur l'état de surface, en facilitant l'écoulement du copeau et diminuer le broutement et le phénomène d'arrachage.

## Toxicologie
De par la nature des hydrocarbures qui les composent, mais aussi en raison de la toxicité intrinsèque de certains de leurs additifs, les lubrifiants minéraux sont souvent irritants, toxiques et parfois cancérogènes effets du raffinage, de l'hydrotraitement et du mélange des solvants. Ces éléments doivent être décrits dans leurs fiches de sécurité.